# Яхмос Інхапі
Яхмос Інхапі або Яхмос-Інгапі (Масперо називала Анхапу) — принцеса та королева кінця 17-ї та початку 18-ї династії.

## Життя
Ймовірно, вона була дочкою фараона Таа I Снахтенра і сестрою фараона Таа II Секененра та цариць Яххотеп та Сітджехуті. Ймовірно, вона вийшла заміж за Таа II Секененра але можливо, що вона датується пізнішим часом Яхмоса I (або навіть Аменхотепа I).
У неї була дочка на ім'я Яхмос-Хенуттамеху. Яхмос Інхапі була згадана в копії Книги мертвих, що належала її дочці Яхмос-Хенуттамеху, і в гробниці Аменемхета (TT53). Її титули були: дружина царя і дочка царя .

## Смерть і поховання
У Фівах для Інхапі була зроблена гробниця; її мумію пізніше перепоховали в DB320, де вона була виявлена в 1881 році, і зараз знаходиться в Єгипетському музеї в Каїрі.
Мумія Яхмос Інхапі була знайдена в зовнішній труні леді Рай, годувальниці племінниці Інхапі, цариці Яхмос-Нефертарі. 26 червня 1886 року її розгорнув Гастон Масперо, а пізніше її дослідив Ґрафтон Еліот Сміт, який описав Інхапі як велику жінку міцної статури, дуже схожу на свого брата. Сміт датує її поховання пізнішими роками правління Ямоса I. На шиї мумії був вінок із квітів. Тіло було покладено руками збоку, а шкіра мумії була темно-коричневого кольору. Зовнішній шар шкіри все ще був присутній, і жодних слідів солі виявлено не було. Це може означати, що тіло не було занурено в натрон, як описано Геродотом, Діодором та іншими. У лівому боці був зроблений розріз, щоб можна було видалити органи, а порожнину, можливо, обробили натроном. Тіло посипали ароматичним деревним порошком і загорнули у просочений смолою льон.

## Родовід
| iaH · ms | ini | H | a · p · Z4 · N36 |

| iaH · ms | ini | H | a · p · Z4 · N36 |